# Women's Engineering Society

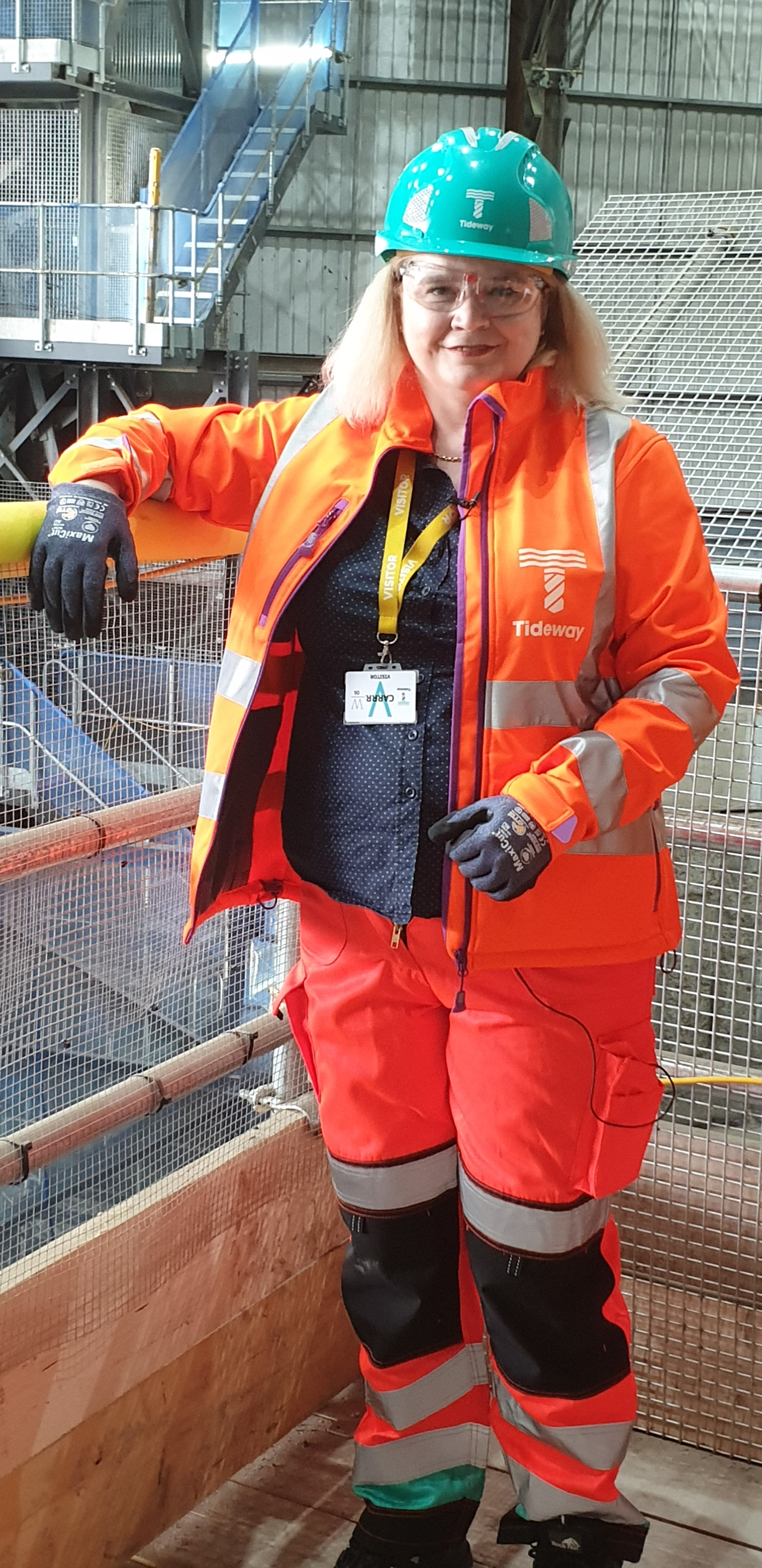
Elizabeth Donnelly, CEO de WES, con motivo de la presentación de una máquina perforadora de túneles que lleva el nombre de la fundadora de WES, Rachel Parsons

La Women's Engineering Society es una sociedad académica y profesional del Reino Unido y un organismo de networking para mujeres ingenieras, científicas y tecnológicas. Fue el primer organismo profesional creado para mujeres que trabajaban en todas las áreas de la ingeniería, anterior a la Sociedad de Mujeres Ingenieras en unos 30 años.

## Historia
La sociedad se formó el 23 de junio de 1919, después de la Primera Guerra Mundial, durante la cual muchas mujeres habían asumido funciones como ingenieras para reemplazar a los hombres que participaban en la guerra. Si bien se había considerado necesario incorporar a las mujeres a la ingeniería para llenar el vacío dejado por los hombres que se unían a las fuerzas armadas, el gobierno, los empleadores y los sindicatos se oponían al mantenimiento de su empleo después de la guerra. La Ley de Restauración de las Prácticas de Antes de la Guerra de 1919 les devolvió a los soldados que regresaban de la Primera Guerra Mundial sus trabajos de antes de la guerra y supuso que muchas mujeres ya no podrían trabajar en los roles para los que habían sido empleadas durante la guerra.
Esto llevó a un grupo de siete mujeres, Lady Katharine Parsons, su hija Rachel Parsons, Lady Margaret Moir, Laura Annie Willson, Eleanor Shelley-Rolls; Janetta Mary Ornsby y Margaret Rowbotham para formar la Women's Engineering Society, con el objetivo de permitir que las mujeres obtengan capacitación, trabajos y aceptación. La primera secretaria de la Sociedad fue Caroline Haslett.
Los primeros miembros de las décadas de 1920 y 1930 incluyeron a Verena Holmes, Hilda Lyon y Margaret Partridge. La piloto e ingeniera, Amy Johnson, quien fue la primera mujer en volar sola desde el Reino Unido a Australia, fue miembro de WES y se desempeñó como presidenta entre 1935-37. Un registro de miembros de 1935 muestra que había miembros de todo el mundo, como los Estados Unidos de América, incluida la socióloga e ingeniera industrial Lillian Gilbreth, y Alemania, incluidas Asta Hampe e Ilse Knot-ter Meer.
La sociedad celebró su 95 aniversario en 2014 con el lanzamiento del Día Internacional de la Mujer en la Ingeniería el 23 de junio de 2014. Celebró su centenario en 2019 con el lanzamiento de WES Centenary Trail, un proyecto para resaltar las historias históricas de mujeres ingenieras.

## Trabajo y campañas
Los miembros de la sociedad asesoraron al gobierno del Reino Unido sobre la evolución de las prácticas laborales para las mujeres. Constituida como una sociedad profesional con grados de afiliación basados en la calificación y la experiencia, la sociedad promueve el estudio y la práctica de la ingeniería y las ciencias afines entre las mujeres.
WES está representado por grupos. El trabajo de los grupos se centra en:
- apoyo a miembros y mujeres ingenieras en general,
- estímulo a las mujeres para que estudien ingeniería y emprendan carreras de ingeniería,
- promoción de la diversidad de género empresarial,
- hablar como la voz colectiva de mujeres ingenieras.

La sociedad produce la revista The Woman Engineer, que fue editada por Caroline Haslett en sus primeros años. La revista contenía artículos técnicos en sus primeros años, pero ahora ofrece una visión del trabajo en disciplinas de ingeniería y la participación de las mujeres en ellas. El archivo digital de la revista está en manos de la Institución de Ingeniería y Tecnología.
La Women's Engineering Society celebra una conferencia anual, una conferencia de estudiantes y talleres regionales y eventos de networking.

### Alcance a las escuelas
Los miembros de WES se ofrecen como voluntarios en las escuelas con el objetivo de inspirar a las niñas a emprender carreras de ingeniería y ciencias afines. En 1969, la presidenta Verena Holmes dejó un legado para financiar una conferencia anual para inspirar a las niñas de la escuela. Dirigida por Verena Holmes Trust, la primera gira de conferencias fue en 1969 durante el primer Año de la Mujer en la Ingeniería del Reino Unido. Se impartió en varios lugares a niños de nueve a once años para fomentar su interés en la ingeniería. Las conferencias fueron impartidas por ingenieros destacados con Mary Kendrick dando la conferencia en 1981.
Los miembros proporcionaron el 'poder técnico de las mujeres' para los autobuses de Women in Science and Engineering (WISE) que se lanzaron después del Año WISE en 1984, una iniciativa que continuó en la década de 1990.
En 2014, WES estableció un programa de divulgación llamado Magnificent Women (and their flying machines), Mujeres magníficas (y sus máquinas voladoras) que replica el trabajo que hicieron las mujeres durante la Primera Guerra Mundial en la fabricación de alas de aviones, y estaba dirigido a niñas de secundaria.
WES continúa llevando a cabo actividades en las escuelas a través del programa Embajador STEM del Reino Unido. 

### MentorSET
MentorSET es un plan de mentoría para ingenieros, inspirado por la presidenta de WES, Petra Gratton (de soltera Godwin) en 2000. El esquema fue un proyecto de colaboración con la red nacional de mujeres científicas (AWISE). Era un plan de mentoría para ayudar a las mujeres en su carrera y apoyarlas para que regresaran a la ingeniería después de una pausa en su carrera. MentorSET ha sido financiado por DTI, el Centro de Recursos para Mujeres del Reino Unido en SET y BAE Systems. En 2015, el programa MentorSET se relanzó con fondos de DECC, ahora BEIS y Women in Nuclear, y ahora es importante para las mujeres que trabajan en ciencia y tecnología, así como en ingeniería.

## Afiliación
Los miembros provienen de mujeres que han ingresado a la profesión a través de rutas que van desde el aprendizaje tradicional hasta la educación superior que conduce a graduados y títulos superiores. Se fomenta la participación de ingenieros varones en la sociedad.
La membresía actual supera las 1000 personas y más de 35 socios corporativos y educativos. 

## Presidentas
- 1919–1921 Rachel Parsons
- 1922–1925 The Hon Katharine, Lady Parsons
- 1926–1928 Laura Annie Willson
- 1929–1930 Margaret, Lady Moir
- 1931–1932 Verena Holmes
- 1933–1934 Elizabeth Kennedy
- 1935–1937 Amy Johnson
- 1938–1939 Edith Mary Douglas
- 1940–1941 Dame Caroline Haslett
- 1942–1943 Gertrude Lilian Entwisle
- 1944–1945 Margaret Partridge
- 1946–1947 Winifred Hackett
- 1948–1949 Frances Heywood
- 1950–1951 Sheila Leather
- 1952–1953 Ella Mary Collin
- 1954–1955 Dorothy Pile
- 1955–1956 Kathleen Mary Cook
- 1957–1958 Marjorie Bell
- 1959–1960 Madeleine Nobbs
- 1961–1962 Isabel Hardwich
- 1963 Cicely Thompson
- 1964 Dorothy Cridland
- 1965 Cicely Thompson
- 1966–1967 Rose Winslade
- 1968–1969 Elizabeth Laverick
- 1970–1971 May Maple
- 1972–1973 Peggy Hodges
- 1974–1975 Gwendolen Howard
- 1976–1977 Henrietta Bussell
- 1978–1979 Veronica Milligan
- 1980–1981 Maria Watkins
- 1982–1983 Rosemary West
- 1983–1985 Daphne Jackson
- 1985–1987 Linda Maynard
- 1987–1989 Hilda Blount
- 1989–1991 Dorothy Hatfield
- 1991–1993 Sue Bird
- 1993–1995 Lynette Willoughby
- 1995–1997 Mary Harris / Sue Bird
- 1997–1998 Philippa Ayton
- 1998 Petra Godwin
- 1999 Suzanne Flynn
- 2000 Nicole Rockliff
- 2001 Jackie Longworth
- 2002 Jackie Carpenter
- 2003–2004 Pam Wain
- 2005–2006 Dawn Fitt
- 2007 Grazyna Whapshott
- 2008–2010 Jan Peters
- 2011–2013 Milada Williams
- 2013–2014 Carol Marsh
- 2014–2015 Dawn Bonfield
- 2015–2018   Benita Mehra
- 2018–present Dawn Childs